# Ricardo Lafuente Aguado
Ricardo Lafuente Aguado (Torrevella, 5 de novembre de 1930 - 26 de febrer de 2008) va ser un compositor valencià, tot destacant en el gènere de les havaneres.

## Biografia

### Infància i joventut
Nascut el 1930 al si d'una família humil, Ricardo Lafuente va ser el menor de quatre germans. Els seus pares, José Lafuente Albacete, de professió saliner, i Carmen Aguado Viudes, convivien amb els avis paterns, Ricardo Lafuente Tévar, per qui portava el nom el compositor, i Matilde Albacete Semper. L'habitatge estava situada al número 40 del carrer Empecinado, avui Patricio Pérez.
Rep la primera instrucció al col·legi Chapaprieta fins a l'esclat de la Guerra Civil. El pare mor en la postguerra (1942) i la família passa per un temps d'escassetats i carestia econòmica. Amb 12 anys, Ricardo Lafuente entra a treballar d'aprenent a la impremta d'Acacio Rebagliato. En aquest treball descobreix la música gràcies a un piano que hi havia a cals amos de la impremta, els quals permeten al xiquet Ricardo Lafuente tocar en estones lliures. Així, de manera autodidacta, aprèn música.
Lafuente passa tres anys a la impremta, que deixa en vendre els amos el negoci. Al cap de poc, troba una ocupació de "noi per a tot" en una fàbrica de regenerats de cotó. Més tard passa a treballar en una fàbrica de gel i, després d'això, va treballar en les Salines, com el seu pare i el seu germà Mario. Aquests treballs els compaginava amb l'aprenentatge de l'ofici de sastre, après de les seves germanes Josefina i Trinitat. La primera, que havia tornat de Barcelona amb dos fills, Francisco i Ricardo, després de separar-se del seu marit, se'n va anar a treballar a Cieza, deixant als seus fills a càrrec dels seus oncles.
El 1945, Lafuente reprèn el seu ofici d'impressor, de la mà de Julio Martínez, qui el nomena encarregat. L'esposa de l'impressor, Carmen Alarcón, s'adona dels dots interpretatives de Lafuente i l'inclou en diverses obres com a actor.

### Primeres composicions
La vocació musical de Lafuente no cesa, i, juntament amb quatre amics, formen la rondalla CARPE, inicials dels noms dels seus components: Ceferino, Antonio, Ricardo, Pepe i Eduardo. El 1948 el compositor dirigeix una estudiantina que actua a Torrevella, Callosa del Segura i San Pedro del Pinatar, ja a la Regió de Múrcia. D'aquestes dates data la seva primera havanera, "Sin rumbo", a la qual seguirien altres com "Mi dulce anhelo": peces per ser interpretades per la rondalla i l'estudiantina. També hi compon una sarsuela, "La última golondrina", que s'estrenarà el 1951, ambientada en costums, decorats i fets Torrevieja. El llibret ho imprimeix al taller de Julio Martínez, la música l'escriurà més tard, quan aprengui a fer-ho.
Fins a 1953 ve alternant la impremta, la sastreria i la música, però aquest any abandona el taller d'impressió per dedicar a l'ofici de sastre amb la seva germana Trina. El 21 de desembre de 1954, Lafuente participa com a actor en la comèdia "Don Armando Gresca", i forma part del cor de la "fi de festa" dirigit pel mestre Francisco Vallejos. Uns dies després, el 4 de gener de 1955, es forma la Masa Coral Torrevejense de Educación y Descanso, dirigida per Vallejos i a la qual pertanyeran, entre d'altres, el mateix Lafuente -qui també formarà part de la coral "La Schubertina"- i Maribel Vallejos.

### Dècada dels 60
Aquest any s'anuncia la celebració del I Certamen Nacional d'Havaneres, apadrinat per Juan Aparicio. Uns mesos abans de l'esdeveniment, al febrer, Ricardo Lafuente parla de l'amor pel seu poble en l'havanera "Torrevieja". L'havanera és interpretada per la Masa Coral a la qual pertany Lafuente. Posteriorment s'estrenarà al Nuevo Cine, amb el tenor Tomàs Payà com a solista.
L'havanera es perfila com el gènere predilecte de Lafuente, que compon, entre d'altres, "Habana, te quiero", per al II Certamen, "La niña de Guatemala" per al III i el IV Certamen, i "El zunzuncito", pel V Certamen. Sense deixar la seua ocupació de sastre, Lafuente es fa soci de la Societat General d'Autors d'Espanya, i les seues obres comencen a reportar els primers ingressos.
A partir de 1960 comença a treballar altres gèneres com ara el bolero, la balada, el fox, el vals o el pasdoble. Lafuente dirigeix a tres grups, "Los dos de la Sal", "El Trio Habanera" i "Los cinco levantinos", per pobles de les províncies d'Alacant i Múrcia. El 1962, el compositor es trasllada a Madrid, de la mà d'Antonio Hernández, nascut també a Torrevella i establert a la capital. Per mediació d'una neboda d'Hernández entra a treballar en una fàbrica de confecció, fins que va entrar a treballar en una important sastreria de la Porta del Sol.
El 1966, Ricardo Lafuente, que ha tornat a canviar la seva residència a Torrevella, es decideix a formar part dels Players, un conjunt local que actuava en punts de la zona de la costa valenciana i murciana. Dos anys més tard passa a dirigir el Cor i Orquestra Salines, de recent creació. La seua direcció havia estat ostentada fins al moment per José Hódar Talavera. Aquest mateix any, el compositor crea el "Himno a Torrevieja", que el 1986 serà declarat per unanimitat de la Casa Consistorial himne oficial de la ciutat.

### Dècada dels 70
El 1969, Lafuente canvia de registre i s'endinsa en temes litúrgics: d'aquesta època neix un cant coral religiós que s'estrenarà a finals d'abril, tenint com a solista a Manuel Barberà. El compositor segueix formant part dels Players, els ingressos li permeten abandonar la sastreria i viure de la música. No abandona, però, la seva passió teatral, i funda el grup "Talia", que actuarà per Alacant i Múrcia. Funda, així mateix, el Cor infantil Verge del Carme a 1971, que va tancar el XVII Certamen Nacional d'Havaneres i Polifonia. Tres anys més tard, l'11 d'agost de 1974, rep la Medalla d'Or del Certamen d'Havaneres i Polifonia.
El 1976, Lafuente grava un disc amb el Cor i Orquestra Salines, i l'any següent apareix al mercat una nova versió de "Torrevierja" realitzada pel duo Michel y Mily. Amb aquesta ja són més de vint les versions de l'havanera. Aquest mateix any rep el Premi Diego Ramírez Pastor, compartit amb José Anaya Maestre. El 1978, Lafuente compon una marxa himne per a la Confraria dels Marrajos de Cartagena. Aquest mateix any Lafuente crea, sota l'empara del Grup d'Empreses Salines, l'Orquestra de Pols i Pua, a la qual el 1979 s'incorporen 14 veus.

### Dècada dels 80
L'any 1981, l'Orquestra de Pols i Pua actua a Televisió Espanyola, acompanyant a Lola Sevilla. El 1982, Lafuente torna al gènere religiós: la seua "Via Crucis", dedicat a la Junta Major de Confraries, s'estrena el Divendres Sant. Aquest mateix any, l'Orquestra de Pols i Pua grava el seu primer disc: l'enregistrament, realitzada a la Parròquia de la Immaculada, va ser editat per EDIGSA i contenia havaneres com "Torrevieja", "La dulce habanera" o "No vayas a Cuba". L'audició d'aquest treball la van fer quan l'orquestra va tornar a Madrid per participar en "Estudio abierto", dirigit per José María Íñigo. L'agrupació dona el salt fora d'Espanya a finals del 83, ja que van gravar un programa per l'enviat especial de Ràdio Nacional Belga per a la UNESCO i viatgen a Suïssa per tocar en els centres espanyols de diverses ciutats del país. El 1984 l'agrupació i el seu director són nomenats "Soci d'Honor" del Centre d'Iniciatives Turístiques de Torrevella.
El 1985, Ricardo Lafuente treu a la llum el seu llibre "La habanera a Torrevieja", un recull de 154 havaneres, antigues, contemporànies, populars, desconegudes i de la seua pròpia collita, que deixa constància escrita del folklore local. L'any 1986 és d'intensa activitat: un nou enregistrament discogràfic, un altre viatge a Suïssa per actuar a la Festa de la Hispanitat, la retransmissió a escala espanyola de sengles misses cantades per les corals de Lafuente i l'oficialització del "Himno a Torrevieja" el dia de la Constitució. El 1988, el Cor i Orquestra Salines participa en el Festival d'Havaneres de Getxo (Biscaia) i en el Festival del Cant de les Mines de la Unión (Múrcia). Aquest mateix any, Lafuente és nomenat, per unanimitat del Ple de l'Ajuntament, director tècnic del Patronat d'Havaneres i Polifonia i Festejos.

### Dècada dels 90 i 2000
El 1990 es reedita "La habanera a Torrevieja", es presenten les "Memorias 1967-1990" del Cor i Orquestra Salines, així com el seu cinquè treball discogràfic. Lafuente també realitza enguany l'himne al Club Handbol Torrevella i un pasdoble dedicat al torero Joselito Payá. El 1991 el Cor i Orquestra Salines actua en la I Gala a benefici de l'Associació Espanyola contra el Càncer, que repetiria en successives edicions. El 1992, el Cor i Orquestra celebra el seu XXV aniversari amb la presentació d'un nou disc. El 1993, Francisco Grau Vergara, director de la Banda Simfònica de la Guàrdia Real, els convida a participar en el V Cicle de primavera musical al Palau. El Cor i Orquestra també viatja a Santiago de Compostel·la durant el Xacobeo, i s'aprova la Càtedra d'Havaneres al Conservatori elemental de música i dansa de Torrevella amb el nom de Ricardo Lafuente Aguado.
El 1994 se celebra el 40 aniversari de la seva havanera "Torrevieja", el 30 aniversari de Los Players, el I Certamen Infantil d'Havaneres, el XL Certamen Internacional d'Havaneres i Polifonia, en el qual és distingit amb el nomenament de Fill Predilecte de Torrevella, i el projectat viatge a Cuba, on va rebre la Medalla de la Cultura Nacional Cubana.
L'any 1996 es crea una "Fundació-Museu" que guardés, mantingués i difongués el llegat cultural de Lafuente: la inauguració del Museu "Ricardo Lafuente Aguado" va tenir lloc el diumenge 11 d'agost d'eixe any. Dos anys més tard, el 1998, una avinguda situada al Vial de Ronda de Torrevella pren el nom del músic torreveller. Així mateix existeix una biografia oficial, publicada el 2004, escrita per Andrés Moreno Ramírez i editada per l'Institut Municipal de Cultura "Joaquín Chapaprieta".

## Obra
Ricardo Lafuente va destacar per les seves composicions de música coral, principalment havaneres, si bé també compta amb obres d'altres gèneres com la música sacra.
- Torrevieja
- La dulce habanera
- Habanera Salada
- Qué lindo atardecer
- El Alero
- Via crucis en concierto
- Misa en Fa mayor para voces mixtas
- La última golondrina